# Elena Rivera (soprano)
Elena Rivera (Hermosillo, 13 de mayo) es una soprano mexicana.

## Educación musical
Inició sus estudios en la carrera de Ingeniería en Geociencias en la Universidad Estatal de Sonora sin embargo en la mitad de sus estudios, su inquietud por la música la llevaron a iniciar de forma simultánea clases musicales en los talleres de la Universidad de Sonora. Al terminar la carrera de Ingeniería en Geociencias y motivada por su maestra de canto en la necesidad de iniciar una inversión  de  estudio  mayor, fue becada por el Gobierno de Sonora para trasladarse a España y así estudiar en la Escuela Superior de Canto de Madrid.(2001).
Durante el primer año de  sus estudios fue invitada a participar en la zarzuela “El huésped del sevillano” en el Teatro Arriaga de Bilbao, este sería el primero de muchos  papeles protagónicos en Teatros europeos.   Al finalizar sus estudios de música recibió el premio “Lola Rodríguez Aragón” por ser la alumna más destacada de su generación.

## Trayectoria artística
En ella han recaído los roles principales de óperas como La Traviata, Rigoletto, Elixir de amor, Die Fledermaus, Don Pasquale, entre otras. Además y zarzuelas como El huésped del sevillano, El dúo de la africana, El barberillo de Lavapiés, Marina, etc. 
Ha ofrecido conciertos en los principales recintos de España como el Auditorio Nacional de Madrid, Palacio de la Música y Congresos de Valencia, Palacio de Congresos y Auditorio Kursaal de San Sebastián,  en el Palacio Euskalduna, el Teatro Arriaga de Bilbao, Auditorio Fundación March, Teatros del Canal de Madrid y en el Teatro de la Zarzuela de Madrid. Además presentó el disco “Soles y brumas” sobre canciones de la compositora vasca Emiliana de Zubeldía en la sala Manuel M. Ponce del Palacio de Bellas Artes junto al pianista español Jorge Robaina.     
A través del organismo español “Instituto Cervantes” ha cantado en El Cairo, Beirut, Damasco, Viena y Nápoles. En octubre de 2006 participó en el concierto del 150 aniversario del Teatro de la Zarzuela. Compartió escenario con el tenor José Carreras en 2016 en el Festival del Pitic que se desarrolla en Hermosillo, Sonora.

## Premios y nominaciones
Nominada al Grammy Latino 2020 junto al Cuarteto Latinoamericano integrado por Javier Montiel Llaguno (viola) y los hermanos Álvaro (violonchelo), Saúl (primer violín) y Arón Bitrán Goren (segundo violín). La soprano y los músicos compitieron en la categoría de Mejor Álbum de Música Clásica por su disco “The Juliet Letters”.

## Producción discográfica
Ha grabado “La Clementina” de Luigi Boccherini dirigida por Pablo Heras-Casado, “Soles y brumas”  canciones de Emiliana de Zubeldía acompañada del pianista español Jorge Robaina  y “The Juliet letters” del compositor Elvis Costello junto al Cuarteto Latinoamericano, presentado en el Palacio de Bellas Artes de Ciudad de México, en 2019.